# Confrontations (film)
Pour les articles homonymes, voir Confrontations.
Confrontations ou Aadukalam est un film tamoul de Kollywood écrit et réalisé par Vetri Maaran, sorti en 2011.
Les rôles principaux sont tenus par Danush, V. I. S. Jayapalan, Kishore et Taapsee Pannu qui évoluent dans le milieu des combats de coqs à Madurai (Tamil Nadu). La musique est composée par G. V. Prakash Kumar sur des paroles de Snehan, Yegathasi, Yugabharathi, V. I. S. Jayapalan et Yogi B ; les chorégraphies sont dues à Dinesh Kumar. Le film connaît un succès tant populaire que critique et reçoit six récompenses aux National Film Awards dont celles du Meilleur réalisateur, Meilleur scénario et Meilleur acteur pour Danush.

## Synopsis
Karuppu, modeste jeune homme de Madurai, travaille pour l'élevage de coqs de combat de Pettaikaran auquel il voue une grande admiration. Par ailleurs, il est tombé amoureux d'Irene, une ravissante anglo-indienne, qui est indifférente envers lui. Celle-ci finit cependant par accepter sa présence pour se débarrasser d'un autre prétendant et, progressivement, répond à l'amour de Karuppu.  Pettaikaran entretient une rivalité tenace envers un autre éleveur, Rathnasamy, dont les animaux sont vaincus régulièrement par les siens et il décide de ne plus l'affronter. Mais à la demande de sa mère mourante, Rathnasamy insiste pour organiser un dernier tournoi que Pettaikaran accepte à contre cœur, peu confiant dans la loyauté de son adversaire. En effet, les bêtes que Rathnasamy a fait venir de Bangalore remportent tous les combats jusqu'au moment où, contre l'avis de Pettaikaran, Karuppu fait concourir un coq qu'il a élevé lui-même et qui apporte la victoire à l'écurie de son mentor.
Tout d'abord content d'avoir triomphé, Pettaikaran se sent mis de côté et dépossédé de sa victoire par Karuppu qu'il considère désormais comme un traître. Sa jalousie le conduit à vouloir détruire son jeune assistant auquel il vole l'argent du tournoi tout en le désignant comme l'auteur du larcin et qu'il accuse d'avoir une relation adultère avec sa propre femme. Un combat sans merci s'engage entre les deux hommes.

## Fiche technique et artistique
- Titre : Confrontations
- Titre original en tamoul : ஆடுகளம் (Aadukalam ; trad. aire de combat)
- Réalisateur : Vetri Maaran
- Scénario : Vetri Maaran
- Musique : G. V. Prakash Kumar
- Parolier : Snehan, Yegathasi, Yugabharathi, V. I. S. Jayapalan et Yogi B
- Chorégraphie : Dinesh Kumar
- Direction artistique : Jacky
- Effets spéciaux : Vasanthan
- Photographie : R. Velraj
- Montage : Kishore Te.
- Cascades et combats : Rambo Rajkumar et Rajashekar
- Production : Kathiresan
- Langue : tamoul
- Pays d'origine : Inde
- Date de sortie : 14 janvier 2011 (Inde), 20 avril 2012 (France)
- Format : 1.85 : 1, Couleurs
- Genre : comédie dramatique, film social
- Durée : 160 minutes

## Distribution
- Dhanush : Karuppu
- V. I. S. Jayabalan : Pettaikaran
- Kishore : Durai
- Taapsee Pannu : Irene Claude
- Meenal : la femme de Pettaikaran
- Nareyn : Rathnasamy
- Periyakaruppu Thevar : Ayub
- Murugadoss
- Alva Vasu : l'animateur du tournoi
- Munnar Ramesh : Ramesh

## Musique
La bande originale comporte sept chansons, dont deux morceaux de rap, composées par G. V. Prakash Kumar sur des paroles de Snehan (1, 5), Yegathasi (2), Yugabharathi (3), V. I. S. Jayapalan (4) et Yogi B (6). Le cd, distribué par Sony Music, est sorti le 10 novembre 2010 et a connu un beau succès, en particulier Yathe Yathe qui est restée à la première place des hit-parades pendant cinq semaines.
1. Yathe Yathe, interprète G. V. Prakash Kumar (5:46)
2. Otha Sollaala, interprète Velmurugan (3:59)
3. Porkkalam (rap en tamoul), interprète Yogi B (4:21)
4. En Vennilave, interprète KK (6:39)
5. Ayyayo, interprète SP Balasubramanyam, S. P. B. Charan, Prashanthini (5:24)
6. Warriors (rap en anglais), interprète Yogi B (4:21)
7. A Love Blossoms 8, interprète Navin Iyer (1:28)